# Sant Ferriòu (Puèi Domat)
Saint-Ferréol-des-Côtes és un municipi francès situat al departament del Puèi Domat i a la regió d'Alvèrnia-Roine-Alps. L'any 2007 tenia 544 habitants.

## Demografia

### Població
El 2007 la població de fet de Saint-Ferréol-des-Côtes era de 544 persones. Hi havia 216 famílies de les quals 52 eren unipersonals (16 homes vivint sols i 36 dones vivint soles), 72 parelles sense fills, 68 parelles amb fills i 24 famílies monoparentals amb fills.
La població ha evolucionat segons el següent gràfic:
Habitants censats

### Habitatges
El 2007 hi havia 344 habitatges, 230 eren l'habitatge principal de la família, 81 eren segones residències i 33 estaven desocupats. 332 eren cases i 11 eren apartaments. Dels 230 habitatges principals, 203 estaven ocupats pels seus propietaris, 22 estaven llogats i ocupats pels llogaters i 5 estaven cedits a títol gratuït; 5 tenien dues cambres, 40 en tenien tres, 75 en tenien quatre i 110 en tenien cinc o més. 200 habitatges disposaven pel capbaix d'una plaça de pàrquing. A 76 habitatges hi havia un automòbil i a 132 n'hi havia dos o més.

### Piràmide de població
La piràmide de població per edats i sexe el 2009 era:
| Homes | Edats   | Dones |
| ----- | ------- | ----- |
| 0     | 95 o +  | 0     |
| 4     | 90 a 94 | 0     |
| 4     | 85 a 89 | 4     |
| 0     | 80 a 84 | 4     |
| 12    | 75 a 79 | 16    |
| 8     | 70 a 74 | 16    |
| 16    | 65 a 69 | 8     |
| 12    | 60 a 64 | 32    |
| 40    | 55 a 59 | 12    |
| 16    | 50 a 54 | 32    |
| 36    | 45 a 49 | 12    |
| 8     | 40 a 44 | 24    |
| 24    | 35 a 39 | 12    |
| 12    | 30 a 34 | 24    |
| 16    | 25 a 29 | 12    |
| 16    | 20 a 24 | 12    |
| 20    | 15 a 19 | 12    |
| 12    | 10 a 14 | 12    |
| 16    | 5 a 9   | 12    |
| 8     | 0 a 4   | 24    |

## Economia
El 2007 la població en edat de treballar era de 362 persones, 274 eren actives i 88 eren inactives. De les 274 persones actives 253 estaven ocupades (144 homes i 109 dones) i 21 estaven aturades (9 homes i 12 dones). De les 88 persones inactives 41 estaven jubilades, 21 estaven estudiant i 26 estaven classificades com a «altres inactius».

### Ingressos
El 2009 a Saint-Ferréol-des-Côtes hi havia 249 unitats fiscals que integraven 586 persones, la mediana anual d'ingressos fiscals per persona era de 18.475 €.

### Activitats econòmiques
Dels 21 establiments que hi havia el 2007, 3 eren d'empreses de fabricació d'altres productes industrials, 2 d'empreses de construcció, 8 d'empreses de comerç i reparació d'automòbils, 2 d'empreses de transport, 2 d'empreses d'hostatgeria i restauració, 2 d'empreses financeres, 1 d'una empresa de serveis i 1 d'una empresa classificada com a «altres activitats de serveis».
Dels 3 establiments de servei als particulars que hi havia el 2009, 1 era un paleta, 1 lampisteria i 1 restaurant.
Dels 2 establiments comercials que hi havia el 2009, 1 era un supermercat i 1 una botiga d'electrodomèstics.
L'any 2000 a Saint-Ferréol-des-Côtes hi havia 13 explotacions agrícoles que ocupaven un total de 184 hectàrees.

## Poblacions més properes
El següent diagrama mostra les poblacions més properes.